# Магнитогорская улица (Санкт-Петербург)
Магнитого́рская улица — улица в Красногвардейском районе Санкт-Петербурга. Проходит от проспекта Шаумяна до проспекта Энергетиков.

## История
5 марта 1871 года улица получила название Зубов переулок. Современное название было присвоено 15 декабря 1952 года по городу Магнитогорску. Изначально улица шла от Конторской улицы до реки Охты. В 1954 году улицу развернули на восток и продлили до проспекта Энергетиков. 16 октября 1978 года часть улицы включили в состав проспекта Шаумяна.

## Пересечения
- проспект Шаумяна
- Брантовская дорога
- проспект Энергетиков

## Транспорт
Ближайшие к Магнитогорской улице станции метро — «Ладожская» и «Новочеркасская».
По улице проходит социальный автобусный маршрут № 5.